# Goldscheitel-Waldsänger
Der Goldscheitel-Waldsänger (Myiothlypis coronata, Syn.: Basileuterus coronatus) ist ein kleiner Singvogel aus der Gattung Myiothlypis in der Familie der Waldsänger (Parulidae). Die Art ist eng verwandt mit dem Graukehl-Waldsänger (Myiothlypis cinereicollis) und dem Weißzügel-Waldsänger (Myiothlypis conspicillata). Das Verbreitungsgebiet befindet sich in den Anden Venezuelas, Kolumbiens, Ecuadors, Perus und Boliviens. Die IUCN listet die Art als „nicht gefährdet“ (least concern).

## Merkmale
Der Goldscheitel-Waldsänger erreicht eine Körperlänge von 14 Zentimeter. Die Flügellänge beträgt bei den Männchen 6,2 bis 7,5 Zentimeter, bei den Weibchen 6,4 bis 7,0 Zentimeter. Adulte Vögel der Nominatform und Jungvögel ab dem ersten Jahr haben schwarze Scheitelseitenstreifen, die bis zum Nacken verlaufen, eine schwarze Stirn, einen satten orange-rötlichen Scheitelstreifen und einen schwärzlichen Augenstreif, der sich bis zu den hinteren Ohrdecken zieht. Das restliche Kopfgefieder ist mittelgrau und der zentrale Nacken ist olivgrau. Das Oberseitengefieder ist oliv mit einer schwachen bronzenen Tönung, speziell am Bürzel. Die dunkelbraunen Flügel haben bronzene olive Federränder. Das Kehlgefieder und der Unterbartbereich sind blassgrau, die Bauchpartie hellgelb und das restliche Unterseitengefieder gelb mit stark oliv verwaschenen Partien an der Brust, an den Flanken, am Unterbauch und an den Unterschwanzdecken. Der Schwanz ist stumpf braun mit bronzeoliven Federrändern, der Schnabel ist schwärzlich-grau und die Beine sind schwach orange-fleischfarben. 
Bei juvenilen Vögeln der Nominatform ist das Kopf-, Brust- und Oberseitengefieder olivbraun und die Zügel und Ohrdecken sind geringfügig grauer. Auf den Flügeln haben sie zimtbraune Flügelbinden.

## Vorkommen, Ernährung und Fortpflanzung
Die standorttreuen Goldscheitel-Waldsänger bewohnen feuchte Bergwälder, Nebelwälder, Waldränder und eine gut entwickelte Vegetation mit viel Unterholz in Höhen von 1300 bis 2500 Metern. Manchmal kommen sie auch bis in einer Höhe von 3100 Meter vor. Ihre Nahrung suchen sie in den unteren und mittleren Regionen der Vegetation, gewöhnlich in Höhen von 1 bis 6 Meter, oft sehr unauffällig und im dichten Gestrüpp und Geäst kaum zu sehen. Manchmal sind sie auch in Höhen bis 10 Meter bei der Nahrungssuche zu beobachten. Dabei sind sie meist paarweise oder in kleinen Gruppen zu sehen, oft mit anderen Vogelarten vergesellschaftet. 
Das gewölbte Nest wird gut versteckt am Boden angelegt. Fortpflanzungsbereite Vögel wurden von Februar bis Oktober in Kolumbien beobachtet, meist in den Monaten Mai und Juni. Des Weiteren gab es Sichtungen von Altvögeln mit Jungtieren von Mai bis Oktober in Kolumbien. Im selben Bereich wurden gerade flügge gewordene Jungvögel in den Monaten Mai, Juni, September und Oktober gesehen sowie juvenile im Februar und August im zentralen Peru.

## Systematik und Verbreitung
Es sind acht Unterarten anerkannt, die in zwei Gruppen eingeteilt werden. Dabei trennt die weißbäuchige Gruppe die gelbbäuchige Gruppe geografisch in zwei Untergruppen:
Die gelbbäuchige Gruppe  (yellow-bellied)
- Myiothlypis c. coronata (Tschudi, 1844) – Vorkommen gibt es an Abhängen in den östlichen Anden von La Paz im westlichen Bolivien und nach Nordwesten bis ins zentrale Peru.
- Myiothlypis c. notia Todd, 1929 – Kommt an Böschungen in den östlichen Anden von Cochabamba im zentralen Bolivien vor. Ähnelt der Unterart Myiothlypis c. inaequalis. Diese Unterart ist schmaler als die Nominatform und es fehlt die bronzene Tönung des Oberseitengefieders. Das Oberseitengefieder ist dunkler und das Unterseitengefieder mehr satter gelb.
- Myiothlypis c. inaequalis Zimmer, 1949 – Vorkommen gibt es in der Gebirgskette Cordillera Central in den zentralen Anden vom Amazonasgebiet und von San Martín im Norden von Peru. Diese Unterart ist geringfügig schmaler als die Nominatform und das Oberseitengefieder mit fehlender bronzener Tönung ist mehr olivgrün.

Folgende Unterarten werden von den anderen Unterarten der gelbbäuchigen Gruppe durch die weißbäuchige Gruppe geografisch getrennt:
- Myiothlypis c. elata Todd, 1929 – Bewohnt die westlichen Anden von Ecuador und Nariño im Südwesten von Kolumbien. Diese Unterart ähnelt der Nominatform. Der Scheitelstreifen ist mehr orange und das Oberseitengefieder mit fehlender bronzener Tönung ist mehr olivgrün. Das Kehlgefieder ist grau und die Brust olivgelb.
- Myiothlypis c. regula Todd, 1929 – Verbreitet in den westlichen und zentralen Anden von Kolumbien: von Cauca bis nach Antioquia sowie in der Bogotá-Region in den östlichen Anden und nach Nordosten bis zum südlichen Lara im nordwestlichen Venezuela. Hat wie die Unterart Basileuterus c. elatus einen mehr orangen Scheitelstreifen und wie die Nominatform eine bronzene Tönung des Oberseitengefieders.
- Myiothlypis c. orientalis Chapman, 1924 – Verbreitet an den östlichen Abhängen der östlichen Anden von Ecuador (von Chimborazo nördlich bis Pichincha). Diese Unterart ist eng verwandt mit Myiothlypis c. castaneiceps aus der weißbäuchigen Gruppe und ist eine Zwischenart im Unterseitengefieder. Das hintere Unterseitengefieder ist blass gelb, der obere Bauch und die Brust gelblich-weiß und das Kehlgefieder gräulich-weiß.

Die weißbäuchige Gruppe (white-bellied)
- Myiothlypis c. castaneiceps P. L. Sclater & Salvin, 1877 – Kommt an den westlichen Böschungen in den westlichen Anden von Piura im Nordwesten von Peru vor und nördlich bis nach Azuay im Südwesten von Ecuador. Diese Unterart ähnelt Basileuterus c. chapmani. Das Oberseitengefieder ist gräulich-oliv.
- Myiothlypis c. chapmani Todd, 1929 – Bewohnt die östlichen Böschungen in den westlichen Anden von Cajamarca im Nordwesten von Peru. Das Unterseitengefieder ist gräulich-weiß und das Oberseitengefieder blass bronzen-oliv.